# Reinhard Menger
Reinhard Menger (* 3. Oktober 1920 in Berlin; † 23. Februar 2005) war ein deutscher Ingenieur. Er war geschäftsführendes Präsidialmitglied und sechzehn Jahre lang Direktor des Vereins Deutscher Ingenieure (VDI).

## Leben
Reinhard Menger, wie sein älterer Bruder Wolfgang Menger Sohn von Erika Menger, geborene Ruppert, und des Internisten Ludwig Menger, begann sein Ingenieurstudium in Danzig an der Technischen Hochschule, wo er Schiffsmaschinenbau studierte, und beendete es in Braunschweig, wo er Allgemeinen Maschinenbau studierte, Vorlesungen bei Paul Koeßler hörte und am Institut für Fahrzeugtechnik 1955 zum Doktoringenieur promoviert wurde. Danach begann er seine berufliche Laufbahn in der Fahrzeugindustrie bei der Lloyd Motoren Werke G.m.b.H., wo er von 1955 bis 1962 Versuchsingenieur und Abteilungsleiter war. Von 1962 bis 1969 wirkte er als Fabrikleiter in der Elektroindustrie. Von 1970 bis 1985 war er Direktor des Vereins Deutscher Ingenieure (VDI), dem er als Mitglied bereits seit 1950 angehörte. Er folgte damit Karl Beck nach, der von 1967 bis 1969 Direktor war. Menger war evangelisch, lebte in Haan, war verheiratet mit Brunhild Menger, geborene Köchig, und hatte zwei Kinder (Jörg und Kerstin).

## Auszeichnungen
- 1960: Ehrenring des VDI[4]
- 1980: Bundesverdienstkreuz 1. Klasse[5]
- 1985: Großes Verdienstkreuz des Verdienstordens der Bundesrepublik Deutschland[5]
- 1987: Ehrenmitgliedschaft des VDI